# 萨拉瓦特·尤拉耶夫
萨拉瓦特·尤拉耶夫（1754年6月16日—1800年9月26日），巴什基爾起义领袖、诗人，被巴什基爾人奉为民族英雄。

## 生平
萨拉瓦特·尤拉耶夫生于俄羅斯帝國奧倫堡省捷克耶沃村（Текеево）。捷克耶沃村在1775年被烧毁，今已不存。萨拉瓦特·尤拉耶夫的出生年份一说为1754年，也有资料说他出生在1752年。17世纪中期，沙皇政府开始侵占巴什基尔人的土地，兴建堡垒。18世纪起，政府还在巴什基尔人的土地上兴建工厂。截至18世纪初，政府已经在巴什基尔人的土地上兴建了31座堡垒，堡垒周边的土地被分给俄罗斯贵族、教会、商人、农民。17世纪后期，俄国政府几次试图让巴什基尔人皈依东正教。侵占土地、增加税收和劳役等做法激起了巴什基尔人的不满。17世纪起，巴什基尔人多次起兵反抗。1773年，叶梅利扬·伊万诺维奇·普加乔夫发动起义，史稱普加乔夫起义。当时仅19岁的萨拉瓦特·尤拉耶夫起兵响应，他召集士兵、组建一支3000多（一说2000多）巴什基里亚人的部队，与政府军作战，指挥了一些重要的战斗，攻取了数座堡垒，包括6月17日占领了克拉斯诺乌菲姆斯克。萨拉瓦特帮助普加乔夫传播告示，为普加乔夫的部队提供资金、装备、给养，帮助动员。普加乔夫起义最终被沙皇叶卡捷琳娜二世镇压。1774年11月24日，萨拉瓦特被捕，随后被判处终身监禁。1775年10月3日，被押送到波罗的海岁格尔维克要塞（今爱沙尼亚的帕尔迪斯基）。1800年，萨拉瓦特·尤拉耶夫在狱中离世。

巴什科尔托斯坦共和国国徽，绘有薩拉瓦特·尤拉耶夫雕像

## 文学
萨拉瓦特·尤拉耶夫的诗歌作品超过五百部，题材包括反抗压迫、歌颂家乡、巴什基爾民族、爱情。他被视为巴什基尔文学的奠基人。

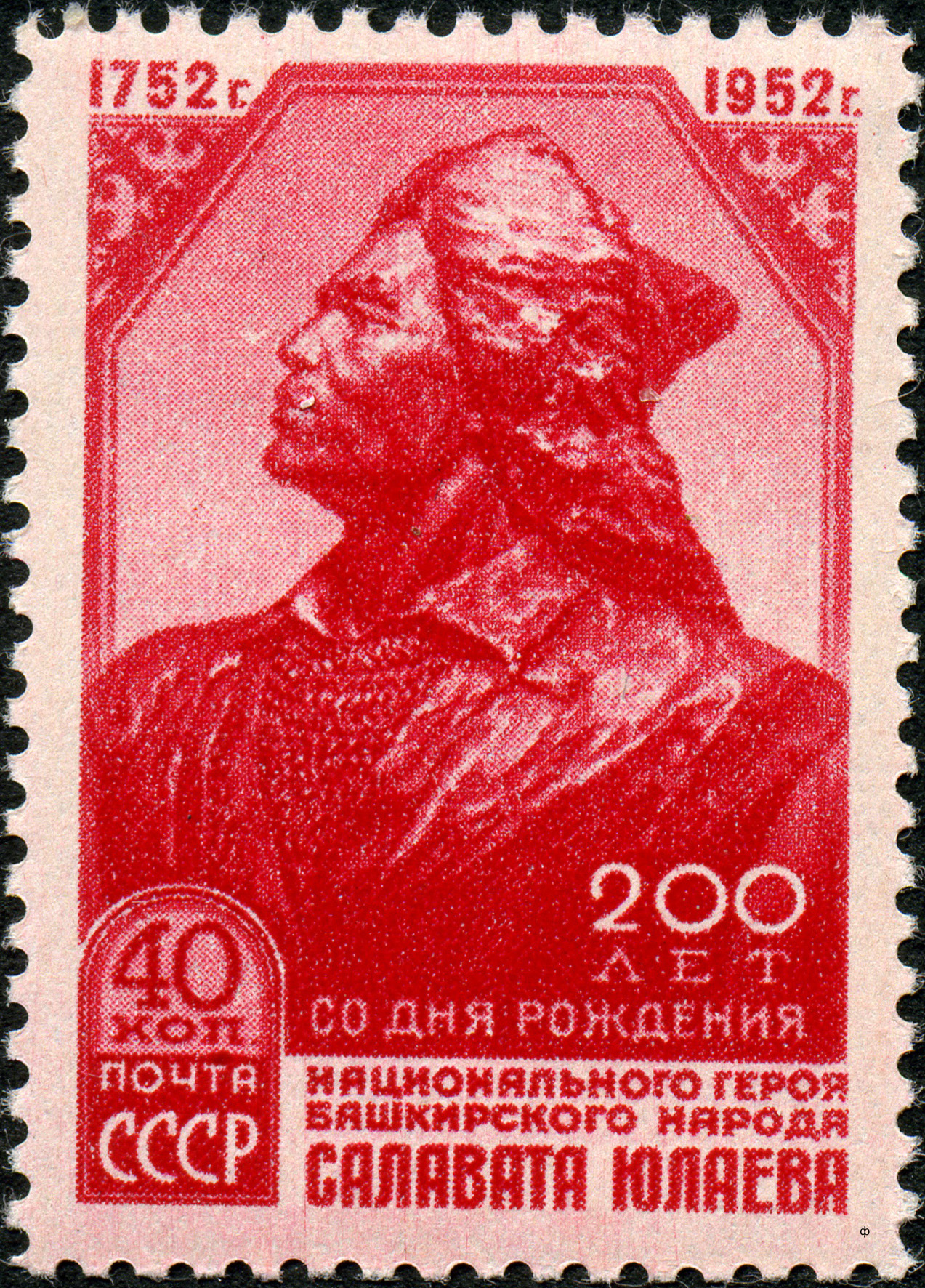
1952年苏联邮政为纪念萨拉瓦特·尤拉耶夫诞辰200周年发行的邮票。邮票上用俄文写有“诞辰200年。巴什基尔人的民族英雄萨拉瓦特·尤拉耶夫”

## 纪念
巴什科尔托斯坦共和国首府乌法的一些街道、商业中心、冰球队均以萨拉瓦特·尤拉耶夫命名。巴什科尔托斯坦共和国国家奖亦以尤拉耶夫命名。乌法市中心山上的薩拉瓦特·尤拉耶夫雕像是城市的重要景点，巴什科尔托斯坦共和国国徽上绘有这座雕像的形象。巴什科尔托斯坦共和国南部城市薩拉瓦特以他命名。